# Chapelle de Néméara
La chapelle de Néméara qui se situe dans la commune de Bourail en Nouvelle-Calédonie fait partie d’un ensemble de bâtiments anciennement appelés ferme école. Elle a intégré la liste des monuments historiques classés le 29 décembre 1989.

## Histoire
La ferme école de Néméara, qui comprend assez vite un grand nombre de bâtiments, dont une boulangerie, un magasin, une pharmacie, une fromagerie, une chapelle, a été construite par l’administration pénitentiaire en 1877. Elle est transformée en internat en 1885 afin d’accueillir dès l’âge de quatre ans les fils des concessionnaires pénaux. Cette école est confiée à des maîtres laïcs diplômés des écoles d’agriculture françaises qui dispensent des enseignements tant théoriques que pratiques en rapport avec le monde rural.
À la suite de l'insurrection de 1878, l’école laïque ferme ses portes puis rouvre en 1886 sous la gestion des frères maristes qui transforment un ancien bâtiment agricole en chapelle en lui rajoutant des contreforts, un mur clocher et en donnant aux fenêtres une forme ogivale. L’école est de nouveau confiée à des laïcs à partir de 1907, date à laquelle on lui donne l’appellation d’institut agricole. 
L’internat ferme ses portes en 1913 en raison de la baisse du nombre de pensionnaires. Les locaux sont alors utilisés comme lieu de conservation de viande de bœuf et de cerf et la chapelle comme magasin de stockage. La statue du christ qui trônait dans le chœur richement décoré se trouve aujourd’hui sur l’autel du Sacré-Cœur de la cathédrale Saint-Joseph. 
En 1972, le lot où se situe le bâtiment principal de l'ancien internat est racheté par le domaine du Territoire. Demeuré quelques années à l'abandon, il est rénové en 1975 pour accueillir un foyer pour les enfants ayant des difficultés familiales ou sociales.